# Шэньян
Шэнья́н (кит. трад. 瀋陽, упр. 沈阳, пиньинь Shěnyáng; маньчж.  Мукден) — один из крупнейших городов в северо-восточной части Китая, административный центр провинции Ляонин, город субпровинциального значения. 
Город расположен к северу от Великой китайской стены, на обоих берегах реки Хуньхэ. Население — более 9 млн человек, занимаемая площадь — 7400 км². Шэньян является важным в масштабах всего северо-восточного Китая промышленным центром и  крупным транспортным узлом, на протяжении долгого времени занимает значимое экономическое и военно-стратегическое положение (Шэньянский военный округ является третьим по военному потенциалу в КНР), а также обладает богатой историей.
Развито многоотраслевое машиностроение, включающее производство промышленного оборудования, транспортных средств, электротехнических моторов и т. п. В городе расположены предприятия цветной металлургии (свинец, медь), химической промышленности, по производству резинотехнической продукции, по производству стекла. Также достаточно хорошо развиты легкая и пищевая промышленность. В Шэньяне расположен головной завод компании Brilliance China Auto. В городе расположены крупные высшие учебные заведения — Ляонинский университет и Шэньянский университет. Шэньянский Музей провинции Ляонин, открытый 7 июля 1949 года, является одним из первых музеев, созданных в Китае после прихода к власти коммунистов. Среди исторических памятников города расположенный в его старой части императорский дворец, известный как Шэньянский Гугун, служивший маньчжурским императорам в первые годы правления династии Цин. В окрестностях города ряд известных историко-архитектурных и культурных памятников — дворцов и храмов IX—XIV веков.

## История
Около 7200 лет назад люди в этих местах занимались земледелием, охотой и рыболовством. В исторические периоды Вёсен и Осеней и Сражающихся царств в этом месте находился город Хоучэн государства Янь. В 221 году до нашей эры Цинь Шихуан создал единое государство и разделил его на 48 округов-цзюнь (кит. 郡). Территория современного Шэньяна вошла в состав Ляодунского округа.
В 1625 году, когда Нурхаци переместил сюда свою столицу, китайское название города было сменено на «Шэнцзин» (кит. 盛京), маньчжуры же называли его «Мукден». В 1657 году город стал резиденцией Фэнтяньской управы (кит. 奉天府), и потому во многих источниках в этот период его именуют «Фэнтянь».
В 1900 году, во время Боксёрского восстания, Мукден был без боя взят русскими войсками под командой генерал-лейтенанта Д. И. Суботича. Сразу же по занятии Мукдена Суботич принял меры для прекращения грабежей китайскими мародёрами и восстановления порядка, о чём русских умоляли сами оставшиеся в городе жители, страдавшие от грабителей. Благодаря вмешательству русских войск удалось спасти от разграбления значительную часть Мукдена. В городе была создана полиция из русских стрелков и маньчжурских стражников.

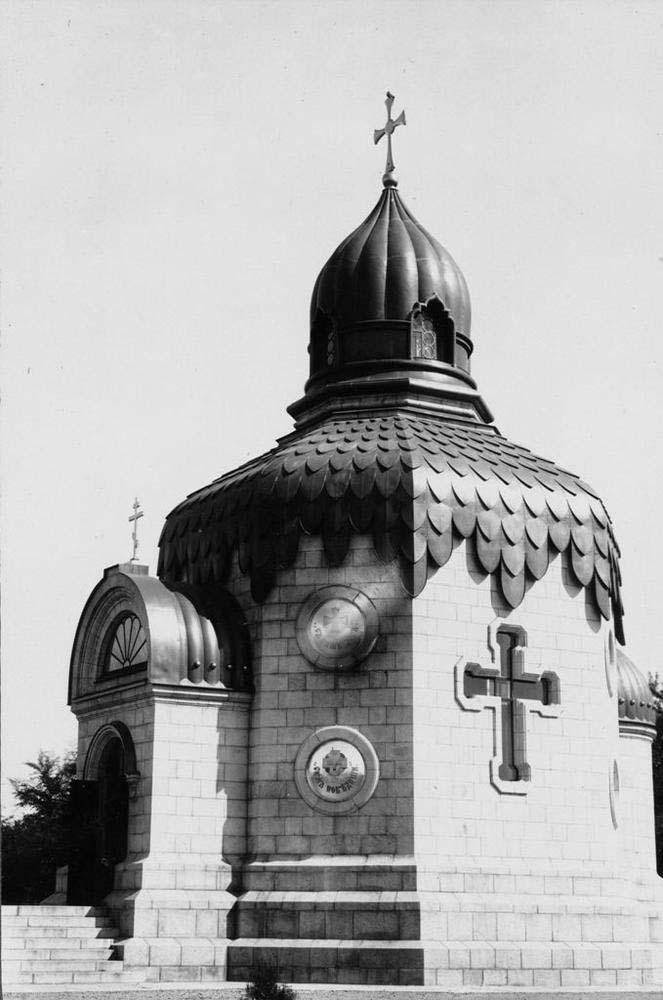
Храм-памятник Христа Спасителя на Русском кладбище в Мукдене. Фото 1912 года

До 24 февраля 1905 года в Мукдене действовало российское комиссарство, трудами которого город был приведён в порядок — стал чище, был разделён на участки, получил уличное освещение. Под русским влиянием в городе появились бани, ресторан, гостиница, 4 фотографии, часовая мастерская, хлебопекарни, отделение Русско-Китайского банка. При железнодорожной станции находился русский посёлок.
Мукден был опорным пунктом Российской империи в Китае до 1905 года, когда произошло Мукденское сражение — решающая сухопутная битва Русско-японской войны. Город был потерян.
После Синьхайской революции город стали называть не маньчжурским названием «Мукден», а китайским названием «Фэнтянь». В 1920-х годах город был столицей главы Фэнтяньской клики — Чжан Цзолиня, убитого в 1928 году в результате Хуангутуньского инцидента. В 1929 году городу официально было возвращено название «Шэньян».
18 сентября 1931 года с Мукденского инцидента началась японская интервенция в Маньчжурию. После создания марионеточного государства Маньчжоу-го Шэньян опять был переименован в Фэнтянь, при поддержке Японии в городе начала развиваться военная промышленность, предназначенная для нужд японской армии.
С 4 февраля 1935 по 14 февраля 1935 года в Шэньяне проходил Мукденский конгресс (I Дальневосточный съезд тюрко-татар) — собрание представителей татарской эмиграции Дальнего Востока (Китая, Кореи, Японии, Маньчжоу-Го).
В начале августа 1945 года в результате разгрома японских и маньчжурских войск в ходе советско-японской войны город перешёл под контроль советских войск и был передан ими Китайской Республике. В административном плане город в это время был разделён на 22 района. 30 октября 1948 года в результате Ляошэньского сражения Шэньяном овладели коммунисты. Новые власти изменили административное деление города, и слили 22 района в 8.
С 1949 года Шэньян становится одним из центров тяжёлой промышленности в Китае.
1953 год — Шэньян стал городом центрального подчинения, в следующем году был преобразован в городской округ провинции Ляонин.
В 1958 году из состава расформированного Специального района Ляоян (辽阳专区) под юрисдикцию властей Шэньяна перешли уезды Ляочжун, Синьминь и Тайань, а из состава расформированного Специального района Телин (铁岭专区) — уезды Факу и Канпин.
В 1964 году был образован Специальный район Шэньян (沈阳专区), и в его состав из-под юрисдикции городских властей перешли уезды Ляочжун, Синьминь, Факу и Канпин. В 1968 году уезд Ляочжун был возвращён под юрисдикцию властей Шэньяна, а власти специального района переехали в Телин, и Специальный район Шэньян был переименован в Специальный район Телин. В 1969 году уезд Синьминь также был возвращён под юрисдикцию властей Шэньяна.
В 1993 году уезды Факу и Канпин были переведены из состава городского округа Телин в состав Шэньяна, а ранее существовавший в составе Шэньяна уезд Синьминь был преобразован в городской уезд.
В 2016 году уезд Ляочжун был преобразован в район городского подчинения.

## Географическое положение и климат

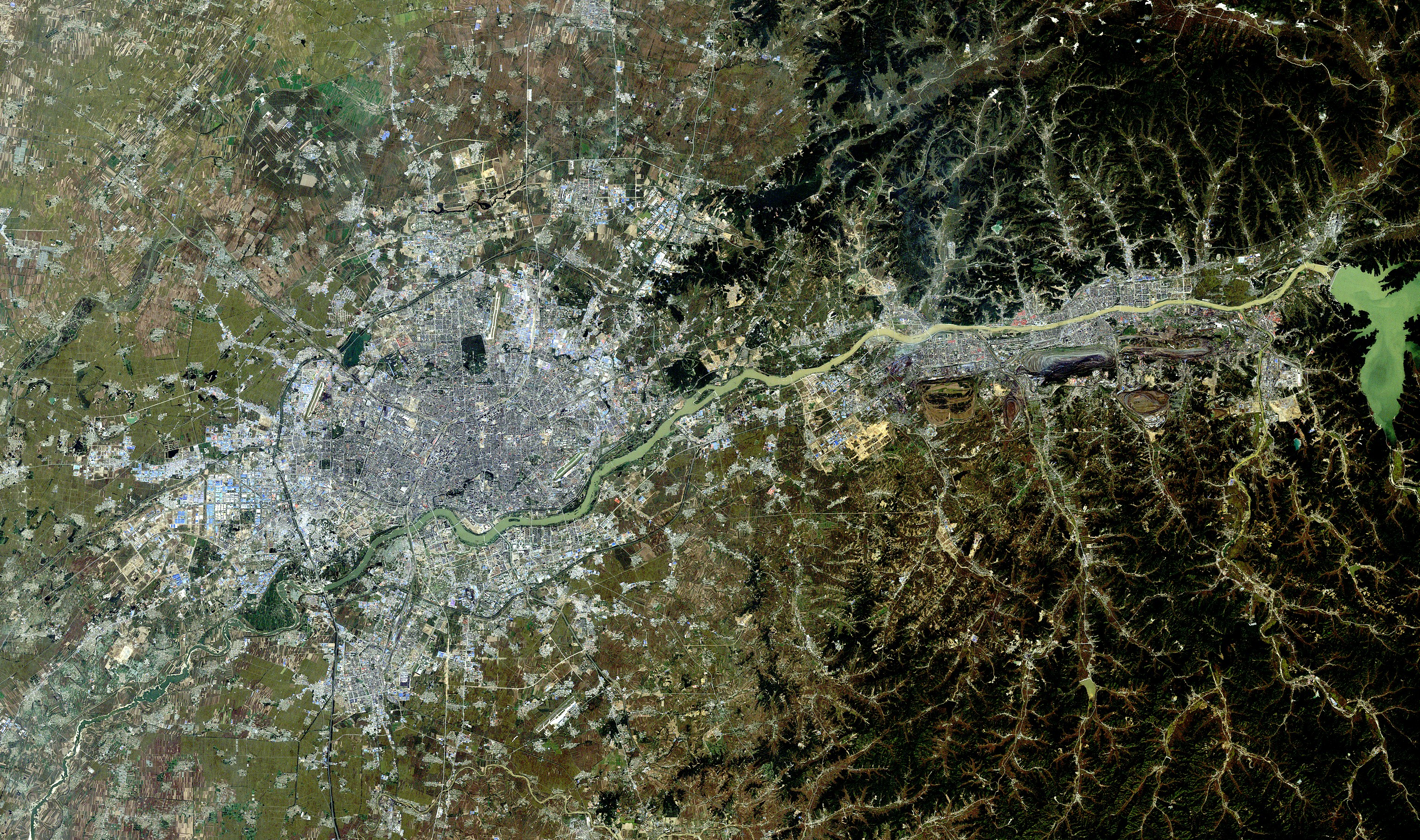
Спутниковое изображение городской агломерации Шэньян-Фушунь (бо́льшая западная часть это Шэньян, восточная — Фушунь, спутник LandSat-5, 29-09-2010)

Западный Шэньян находится на аллювиальной равнине в дельте реки Ляохэ, тогда как восточный Шэньян является частью Маньчжуро-Корейских гор, покрытых лесами. Максимальная высота над уровнем моря в Шэньяне — 414 метров, а минимальная — 7 метров. Большая часть городской зоны расположена к северу от реки Хуньхэ, главного притока Ляохэ. Средняя высота над уровнем моря городской зоны — 29 метров. Северный и Южный канал протекают соответственно на севере и юге городской зоны.
Климат Шэньяна формируется под влиянием муссонов. Умеренно континентальный климат отличается жарким влажным летом (под влиянием муссонов) и сухой холодной зимой (под влиянием сибирских антициклонов). Сезоны четко различимы. Среднегодовая температура 8,3 °C . Самая низкая −28.5 °C и самая высокая 36,1 °C. Основной объём осадков выпадает в июле и августе. Ежегодный уровень осадков — около 700 мм.
| Шэньян: средние метеорологические показатели |       |       |      |      |      |      |       |       |      |      |      |       |        |
| Месяц                                        | Янв   | Фев   | Мар  | Апр  | Май  | Июн  | Июл   | Авг   | Сен  | Окт  | Ноя  | Дек   | За год |
| Средн. макс. °C                              | -4.8  | -0.9  | 6.8  | 16.5 | 23.0 | 27.2 | 29.1  | 28.4  | 23.6 | 15.7 | 5.7  | -1.9  | 14.0   |
| Средн. мин. °C                               | -16.1 | -12.2 | -3.8 | 4.2  | 11.2 | 17.0 | 20.6  | 19.3  | 12.1 | 4.2  | -4.2 | -12.1 | 3.5    |
| Осадки мм                                    | 6.0   | 7.0   | 17.9 | 39.4 | 53.8 | 92.0 | 165.5 | 161.8 | 74.7 | 43.3 | 19.2 | 9.8   | 690.3  |
| Источник: 2009-09-19                         |       |       |      |      |      |      |       |       |      |      |      |       |        |

## Административно-территориальное деление
Шэньян делится на 10 районов городского подчинения, 1 городской уезд и 2 уезда.
| Карта | Статус              | Название | Иероглифы      | Пиньинь | Площадь (км²) | Население (2010) |
| --- | ------------------- | -------- | -------------- | ------- | ------------- | ---------------- |
| ① ② ③ ④ ⑤ Суцзятунь Хуньнань Новый район Шэньбэй Юйхун Ляочжун Канпин Факу Синьминь ① Хэпин ② Шэньхэ ③ Дадун ④ Хуангу ⑤ Теси |                     |          |                |         |               |                  |
| Район | Хэпин               | 和平区   | Hépíng qū      | 34      | 660 000       |                  |
| Район | Шэньхэ              | 沈河区   | Shěnhé qū      | 19      | 611 000       |                  |
| Район | Дадун               | 大东区   | Dàdōng qū      | 51      | 611 000       |                  |
| Район | Хуангу              | 皇姑区   | Huánggū qū     | 44      | 730 000       |                  |
| Район | Теси                | 铁西区   | Tiěxī qū       | 39      | 800 000       |                  |
| Район | Суцзятунь           | 苏家屯区 | Sūjiātún qū    | 776     | 430 000       |                  |
| Район | Хуньнань            | 浑南区   | Húnnán qū      | 896     | 410 000       |                  |
| Новый район Шэньбэй | Новый район Шэньбэй | 沈北新区 | Shěnběi xīn qū | 1098    | 290 000       |                  |
| Район | Юйхун               | 于洪区   | Yúhóng qū      | 774     | 615 000       |                  |
| Район | Ляочжун             | 辽中区   | Liáozhōng qū   | 1670    | 530 000       |                  |
| Городской уезд | Синьминь            | 新民市   | Xīnmín shì     | 3314    | 680 000       |                  |
| Уезд | Канпин              | 康平县   | Kāngpíng xiàn  | 2173    | 340 000       |                  |
| Уезд | Факу                | 法库县   | Fǎkù xiàn      | 2320    | 440 000       |                  |

## Экономика

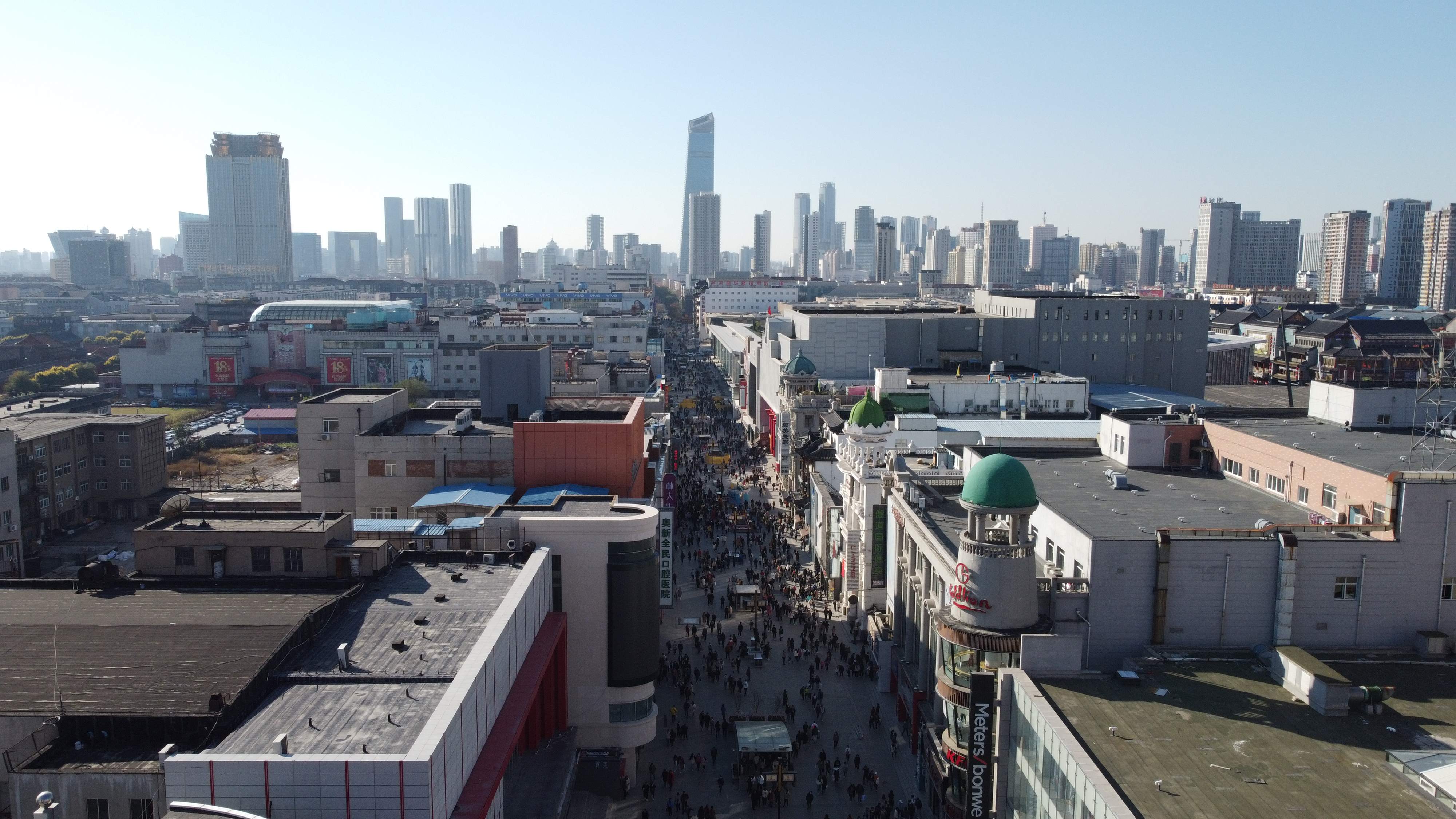
Вид на деловой центр города

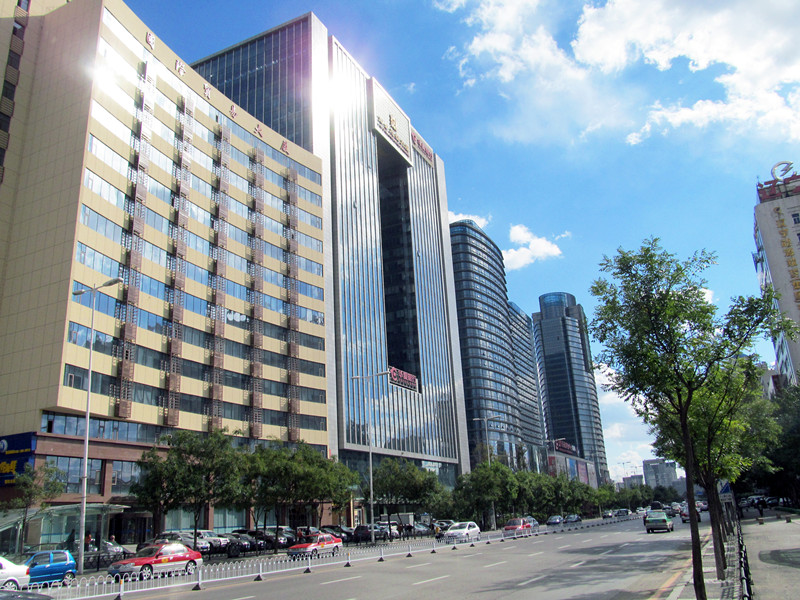
Офисные здания

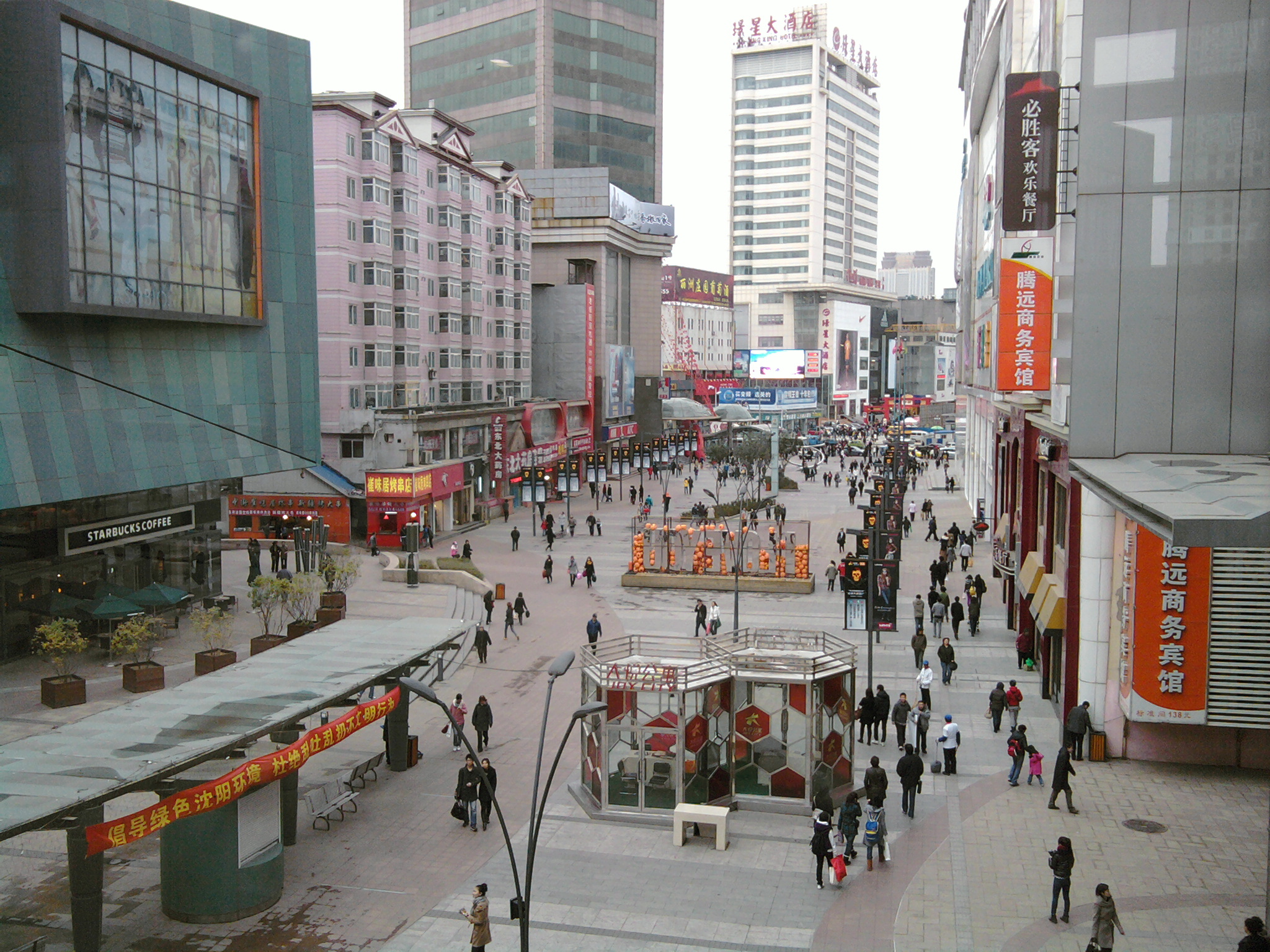
Главная торговая улица

### История
После того, как Япония оккупировала Северо-восток Китая, в Шэньян начало поставляться японское оборудование. Строительство промышленных объектов в Шэньяне практически ничем не отличалось от аналогичного в самой Японии. В течение 14 лет, когда японцы находились на территории Китая, объём производства Северо-востока превзошёл объём производства в самой Японии. К 1945 году, когда Япония потерпела поражение в войне, в Шэньяне насчитывалось 4570 промышленных предприятий. К тому моменту Япония очень сильно зависела от оккупированных территорий (в частности, от Шэньяна и Северо-востока, на котором производилось около половины всех товаров японских колоний).

### Промышленность
Шэньян является крупным центром авиационной, ракетно-космической, автомобильной, химической и пищевой промышленности.
В Шэньяне базируются авиастроительный завод Shenyang Aircraft Corporation (подразделение корпорации AVIC), завод 3-го НПО компании China Aerospace Science and Industry Corporation, автомобильные заводы Huachen Automotive Group (выпускает легковые автомобили и микроавтобусы под маркой Brilliance) и BMW Brilliance (совместное предприятие компаний BMW и Brilliance), завод аккумуляторов BMW Brilliance Automotive, заводы тяжёлого машиностроения Northern Heavy Industries Group, завод лифтов компании Toshiba Elevator, станкостроительный завод Shenyang Machine Tool Group, завод роботов Siasun Robot & Automation, фармацевтический завод Northeastern Pharmaceutical Group, шинный завод Michelin.

### Финансовый сектор
В городе находится штаб-квартира Банка Шэнцзин.

### Информационные технологии
В Шэньяне расположена штаб-квартира одного из крупнейших китайских разработчиков программного обеспечения Neusoft Corporation.

### Розничная торговля
Главным торговым кварталом Шэньяна является пешеходная улица Чжунцзе, на которой сосредоточены универмаги и магазины известных брендов.

### Строительство и недвижимость
Ежегодно в Шэньяне возводится много офисной, торговой и жилой недвижимости. Самыми высокими зданиями города являются небоскрёбы Форум 66 и Moi Center.

## Транспорт

### Рельсовый
Шэньян — железнодорожный центр Северо-восточного Китая. Восемь железных дорог соединяют город с Пекином, Далянем, Чанчунем, Харбином.
Город обслуживает пассажирскую железную дорогу Циншэнь, высокоскоростную магистраль, связывающую Шэньян с Циньхуандао. Время в пути между Пекином и Шэньяном составляет около 4 часов при средней скорости поезда в 200 км/ч. Первый скоростной поезд отправился в 2007 году. В августе 2007 года начались работы по сооружению высокоскоростной пассажирской железнодорожной ветки Харбин — Далянь (построена в 2012 году); эта ветка связала крупнейшие города Северо-Востока — Харбин, Чанчунь,Фушунь и Далянь.
В Шэньяне два основных железнодорожных вокзала Шэньянский Северный вокзал и Шэньянский вокзал. Шэньянский Северный вокзал был построен в 1990 году, заменив старый северный вокзал, который действовал с 1927 года. Здание старого вокзала сохранилось. Северный вокзал в основном обслуживает скоростные поезда. Шэньянский вокзал также называется местным населением «Шэньянский Южный вокзал», хотя в действительности Шэньянским южным вокзалом является Суцзятунь. Его история насчитывает более 100 лет, и начинается с 1899 года, когда он был построен Российской империей, а затем расширен японцами. В настоящее время он занимается всеми регулярными рейсами.
Растёт роль грузовых железнодорожных перевозок в Россию, Центральную Азию, Западную Европу и Юго-Восточную Азию.
Городской рельсовый транспорт представлен метро и трамваем. Шэньянский метрополитен имеет пять линий общей длиной 164,8 км. В 1924 году в городе был запущен трамвай, действовавший до 1974 года. С 2013 года вновь запущены три линии трамвая (60 км), включая линию в аэропорт Таосянь.

### Авиационный
В черте города находится Шэньянский международный аэропорт Таосянь (код — SHE). Из аэропорта выполняются рейсы в Пекин, Шанхай, Гонконг, Сеул и Чхонджу (Южная Корея), Токио, Франкфурт, Сидней, Лос-Анджелес и другие города.
Кроме того, на территории города находятся ещё три аэропорта:
- Аэропорт Дунта (кит. трад. 東塔機場, упр. 东塔机场, пиньинь Dōng Tǎ Jīchǎng) — старейший аэропорт в Шэньяне, был открыт в 1920-х годах и действовал до 1980-х.
- Аэропорт Бэйлин (кит. трад. 北陵機場, упр. 北陵机场, пиньинь Běilíng Jīchǎng) используется для тестовых полётов «Шэньянской авиастроительной корпорацией».
- Аэропорт Юйхун (кит. трад. 於洪機場, упр. 于洪机场, пиньинь Yúhóng Jīchǎng) используется только в военных целях.

### Автомобильный
В настоящее время реализуется проект транспортных колец в рамках Шэньяна. Две кольцевые автодороги уже действуют. На очереди — третье, четвёртое и пятое кольца скоростной автомагистрали.

## Население
Население Шэньяна составляет 9 070 093 человек (2020 г.), из них: городских жителей — 5,74 млн. Коэффициент рождаемости — 7,7 ‰, коэффициент смертности −8,53 ‰, естественный прирост населения отрицательный — 0,83 ‰.
По количеству городского населения Шэньян — крупнейший город на Северо-востоке КНР и входит в десятку крупнейших городов Китая.
В Шэньяне насчитывается 38 из 56 признанных государством этнических групп. Кроме ханьцев, на которых приходится 91,26 % всего населения, это маньчжуры, корейцы, монголы, чжуаны, хуэй, мяо, туцзя, дунги, дауры, баи, уйгуры, тибетцы, и, гаошань, яо, казахи, даи, цяны, шэ, ли, шуйцы, цзинпо, нанайцы, киргизы, нахи, ту,сибо,буи, мулао, маонани, гэлао, русские, эвенки, татары, орочены, аха, лоба.
Кроме вышеперечисленных этнических групп в Шэньяне много иностранцев, постоянно проживающих в городе. В основном, это корейцы и японцы. В Шэньяне представлены религиозные сооружения разных конфессий: храмы, мечети, церкви и т. д.
Количественно после ханьцев самые большие этнические группы — это маньчжуры, корейцы, хуэйцы, монголы и сибо.
Корейцы в основном появились в Шэньяне в период Второй мировой войны, когда японцы привозили их на работу, в основном в провинции Ляонин и Цзилинь. Большинство корейцев осело в разных городах и уездах вокруг Шэньяна.
Хуэйцы появились в период ранней династии Юань, их предки жили в Шэньяне, часть хуэйцев пришла в период конца династии Мин — начала династии Цин, в этот период появляются районы компактного проживания хуэйцев. Позднее часть пришла из Внутренней Монголии и других районов.

## Язык
Географически Шэньян находится в ареале севернокитайского языка, однако существует ряд отличий в области лексики. Распространён шэньянский диалект (кит. упр. 沈阳话, пиньинь shěnyáng huà).

## Образование

Кампус Пухэ Ляонинского университета (макет)

В городе насчитывается более 30 высших и средних специальных учебных заведений. По уровню высшего образования Шэньян находится на одном из первых мест в КНР.
В городе действуют следующие высшие учебные заведения:
- Шэньянский университет
- Китайский колледж криминальной полиции
- Китайский Северо-восточный университет
- Китайский медицинский университет
- Шэньянский сельскохозяйственный университет
- Шэньянский архитектурный университет
- Шэньянский химико-технологический университет
- Шэньянский педагогический университет
- Ляонинский университет
- Шэньянский технологический университет
- Шэньянский университет физической культуры и спорта
- Шэньянский политехнический университет
- Шэньянский аэрокосмический университет
- Шэньянский фармацевтический университет
- Шэньянский машиностроительный университет

## Здравоохранение
Шэньян — один из городов Китая, который обладает тремя уровнями медицинских учреждений в стране, третий город в Китае (после Пекина и Шанхая) по количеству медицинских учреждений категории А.
Медицинские технологии остаются одними из самых передовых в стране, здесь расположен один из четырёх в стране Клинический центр скорой помощи Медицинского университета КНР (кит. 中国医科大学).
Наиболее известное медицинское учреждение — Больница шэньянского военного округа (кит. 沈阳军区总医院).

## Спорт

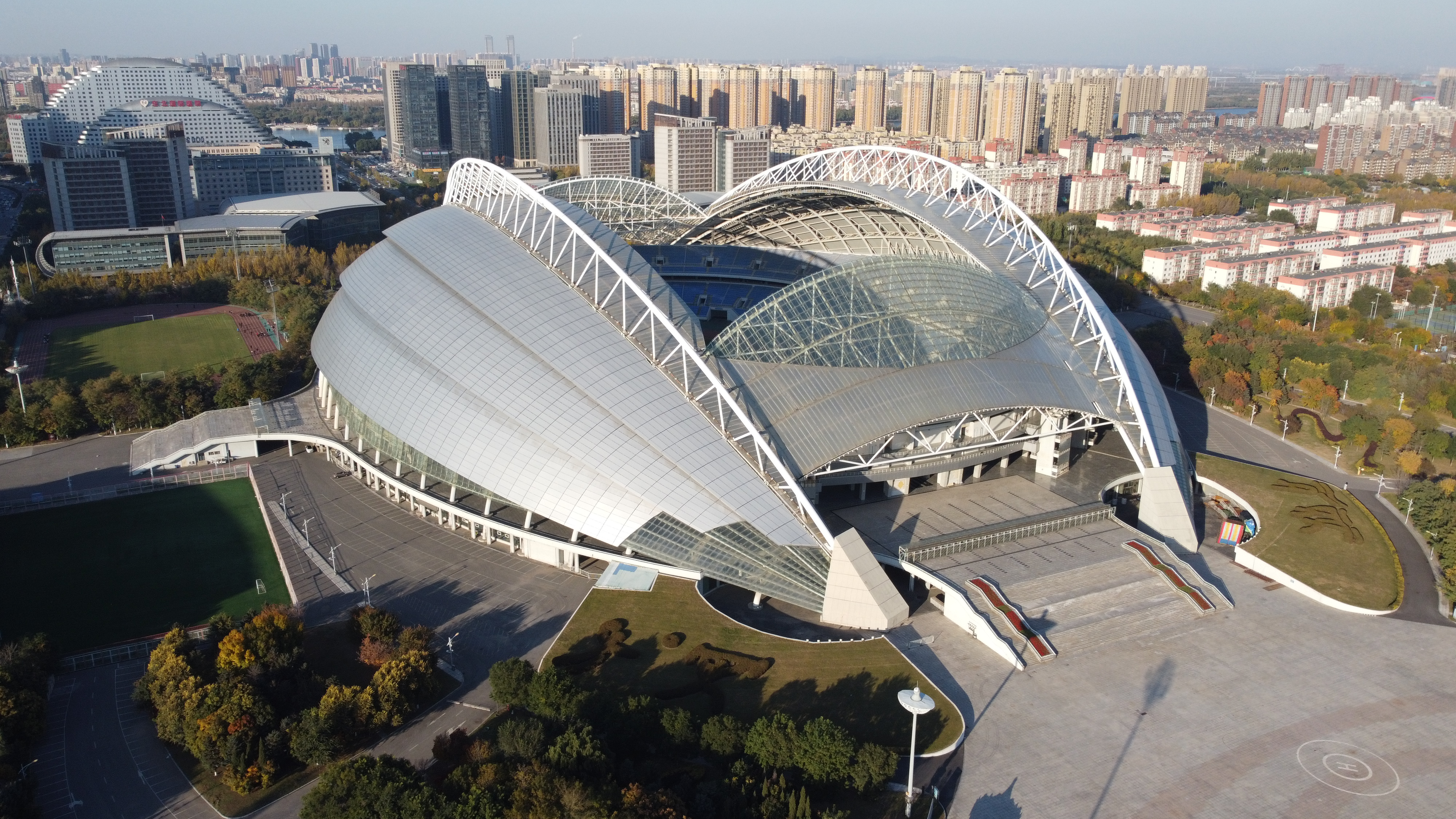
Шэньянский Олимпийский центр

Футбольная команда «Ляонин» представляет город в Китайской Суперлиге. Другой клуб Китайской Суперлиги, «Шэньян Гинде» переехал в Чанша в 2007 году.
В Шэньяне находится Шэньянский университет спорта, который является базой для тренировок по зимним видам спорта для всего Китая и воспитал многих призёров Олимпийских игр.
В городе к Летней Олимпиаде 2008 года был построен Шэньянский Олимпийский центр.

## Искусство и культура
В Шэньяне популярностью пользуются два народных танца — эржэнь чжуань и янгэ. Театр Даутай (Dawutai) известен представлениями эржэнь чжуань, а также пародиями Чжао Бэньшаня (Zhao Benshan) и его учеников.
Также Шэньян — это родина многих творческих коллективов и организаций, таких как Шэньянская акробатическая труппа Китая, Ляонинский ансамбль песни и пляски, а также Ляонинский балет. Шэньян также родина На Ин (Na Ying) и Лан Лан (Lang Lang).
В Шэньяне находится одна из крупнейших библиотек на Северо-востоке Китая — Библиотека провинции Ляонин.

### Музеи
- Музей провинции Ляонин — крупнейший музей на Северо-востоке Китая. В музее хранится множество письменных памятников из маньчжурского прошлого Китая, включая избранные тексты на китайском, а также образцы киданьской письменности.

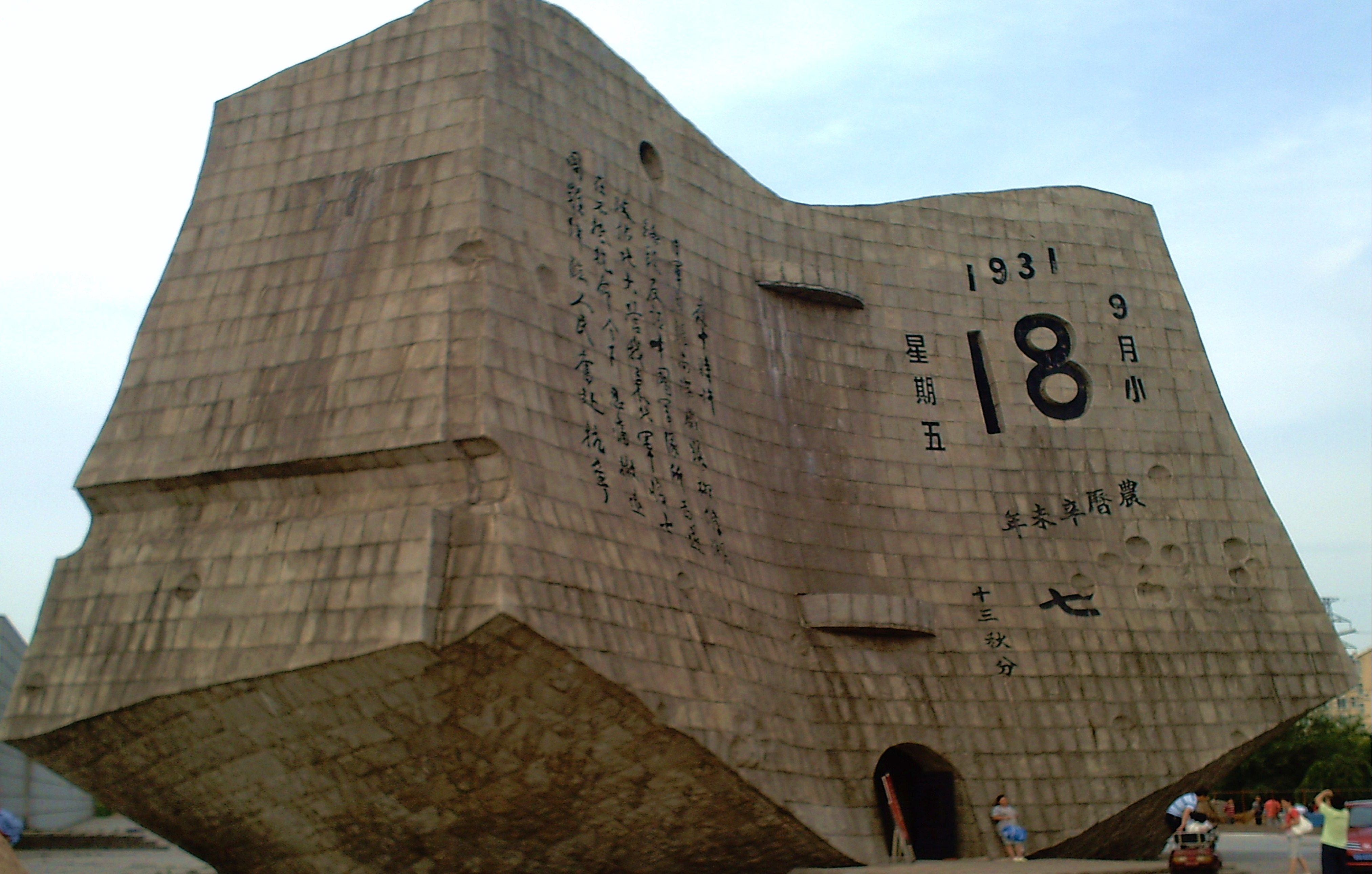
Музей истории японской агрессии

- Шэньянский музей паровозов и локомотивов. В нём собрано 16 экземпляров из Америки, Японии, России, Бельгии, Польши, Германии, Чехословакии и Китая.
- «Музей 18 сентября» — Шэньянский музей истории японской агрессии, который был основан в память о Мукденском инциденте. Музей выглядит как огромный раскрытый календарь, построенный на том месте, где японские войска разрушили Южно-маньчжурскую железную дорогу, что стало предпосылкой для вторжения в Маньчжурию.
- Музей реликтовой культуры Синьлэ. В музее реконструированы фрагменты реликтовой цивилизации (поселение и предметы быта), найденные в непосредственной близости от Шэньяна.
- Шэньянский музей авиации.

## Достопримечательности

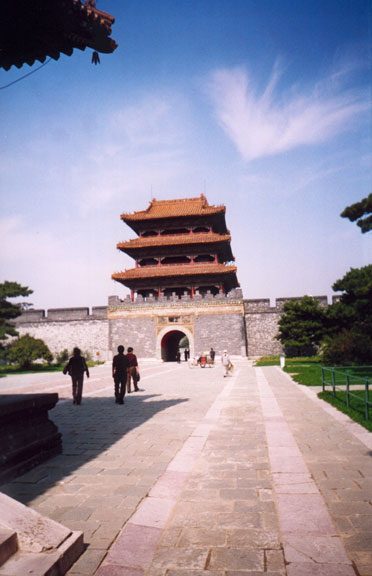
Вход в шэньяньский парк Бэйлин, где похоронен император Абахай

В Шэньяне находятся три памятника мировой архитектуры, которые охраняются ЮНЕСКО.
- Шэньянский Гугун, (沈阳故宫) памятник мировой архитектуры, охраняется ЮНЕСКО.
- Шэньянский Бэйлин (沈阳北陵) или Чжаолин (昭陵). Памятник, мировое культурное наследие, охраняется ЮНЕСКО.
- Шэньянский Дунлин (沈阳东陵) или Фулин (福陵). Памятник мировой культуры.

### Туристические ресурсы
По данным на 2008 год в городе насчитывалось:
- 182 туристических агентства;
- 14 гостиничных комплексов, которым присвоены «звезды»;
- 33 туристических районов национальной категории А;
- 11 открытых для туризма промышленных предприятий и сельских хозяйств.

Традиционными туристическими достопримечательностями являются Шэньянский Гугун, комплексы Дунлин и Бэйлин.

## Торговые улицы и центры
Торговый район Чжунцзе (кит. упр. 中街商圈)： Чжунцзе — это центральная торговая улица, образующая торговый район.
Улицы Чжунцзе и Тайюаньцзэ (кит. упр. 太原街) по своему разнообразию товаров и торговым операциям можно сравнить с торговыми улицами Пекина (Ванфуцзин кит. упр. 王府井) и Шанхая (Наньцзин, кит. 南京). Улица Чжунцзе в Шэньяне — самая древняя пешеходная улица на Северо-востоке Китая. Также она — самая длинная пешеходная торговая улица в Китае.
Кроме того, крупнейшие центры Шэньяна по продаже товаров премиум-класса это:
- Шэньянский центр продаж Чжочжань (кит. упр. 沈阳卓展购物中心)
- Шэньянский универсальный центр Ишидань (кит. упр. 沈阳伊势丹百货)，
- Шэньянский торговый город Даюэ (кит. упр. 沈阳大悦城)，
- Шэньянский Сиу (кит. упр. 沈阳西武)，
- Шэньянский центр продаж Мэймэй (кит. упр. 沈阳美美购物中心)，
- Шэньянский коммерческий комплекс «Возрождение» (кит. упр. 沈阳中兴商厦)。

С конца 2009 по 2011 гг. планируется расширение площади Чжунцзе гуанчан (кит. упр. 中街广场), а также строительство новых торговых комплексов (всего — около 20).
Другие важные торговые районы:
- Шэньянский Ночной город Восточной Пагоды Сита (кит. упр. 沈阳西塔不夜城),
- Торговый район Северной торговой пешеходной улицы (кит. упр. 沈阳北行商业圈),
- Торговый район Теси (кит. упр. 铁西商业圈),
- Торговый район Северного вокзала (кит. упр. 沈阳北站商业圈),
- Торговый район Улихэ (кит. упр. 五里河商业圈),
- Торговый район Олимпийского центра Хуньнань (кит. упр. 阳浑南奥体中心商业圈),
- Торговый район Южной пагоды Наньта (кит. упр. 南塔商业圈).
- Шэньянская улица Саньхаоцзе (кит. упр. 三好街) — одна из десяти китайских особых торговых улиц и вторая после Пекинской Чжунгуаньцунь (кит. упр. 中关村), являющаяся крупнейшим торговым районом по продаже компьютерного оборудования.
- Рынок Уай (кит. упр. 五爱市场), расположенный в районе Шэньхэ (кит. упр. 沈河区) на улице Фэнюйтан (кит. упр. 风雨坛), является пятым по концентрации торговым рынком Китая, а также крупнейшим в провинции Ляонин и на Северо-востоке КНР оптовым рынком по продаже товаров легкой промышленности.
- Парк Лу Синя (кит. упр. 鲁迅公园) также является специализированным торговым рынком Шэньяна, на котором продаются образцы классических китайских произведений, антиквариат, произведения каллиграфии, печати, фарфор, изделия из нефрита, дерева, кораллов, жемчуга, полудрагоценные и драгоценные камни и изделия из них. Кроме того, здесь можно приобрести древние китайские монеты.

## Вооружённые силы
Шэньян — центр Шэньянского военного округа. Также в нём находится штаб округа и авиабаза.

## Города-побратимы
- Саппоро, Япония (1980)
- Кавасаки, Япония (1981)
- Турин, Италия (1985)
- Чикаго (англ. Chicago), Иллинойс, США (1985)[13]
- Иркутск, Россия (1992)
- Монтеррей, Мексика (1993)
- Рамат-Ган, Израиль (1993)
- Кесон-Сити, Филиппины (1993)
- Куми, Южная Корея
- Соннам, Южная Корея (1998)
- Яунде, Камерун (1998)
- Дюссельдорф, Германия
- Леверкузен, Германия
- Салоники, Греция
- Катовице, Польша (2007)
- Уфа, Россия (2011)
- Гуанчжоу, Китай
- Сямынь, Китай
- Цзилинь, Китай
- Новосибирск, Россия (2013)[14]
- Юрмала, Латвия[15]